# Первели
Первели (на румънски: Moșneni) е село в Източна Румъния, община 23 Аугуст, окръг Кюстенджа, Северна Добруджа.